# بات ماير
بات ماير (بالإنجليزية: Pat Mayer)‏ هو لاعب هوكي الجليد أمريكي، ولد في 24 يوليو 1961 في رويال أوك في الولايات المتحدة.

## وصلات خارجية
- بات ماير على موقع دوري الهوكي الوطني (الإنجليزية)
- بات ماير على موقع قاعة مشاهير الهوكي (لاعب أن.إتش.أل) (الإنجليزية)
- بات ماير على موقع EliteProspects.com (الإنجليزية)
- بات ماير على موقع HockeyDB.com (الإنجليزية)
- بات ماير على موقع Hockey-Reference.com (الإنجليزية)